# Thea Frank
Thea Frank (* 25. Juni 1980 in Hamburg) ist eine deutsche Hörspielsprecherin und ehemalige Schauspielerin.

## Leben
Frank ist die jüngere Schwester des Schauspielers Bodo Frank.
Frank lieh von 1991 bis 1993 in der Fernsehserie Käpt’n Blaubärs Seemannsgarn dem rosa Bärchen ihre Stimme. Sie begann ihre Schauspielkarriere in jungen Jahren 1990 mit der Kinderserie Achso - Natur und Technik für Kinder. 1994 bis 1995 wirkte sie in den Fernsehserien Geheim – oder was?! und Immenhof in verschiedenen Rollen mit. 1995 spielte sie in einer Episode der Fernsehserie Großstadtrevier mit. Von 1995 bis 1997 war Frank in insgesamt 39 Episoden der NDR-Kinderserie Neues vom Süderhof in der Rolle der Peggy Brendel zu sehen. Zuletzt stand sie 1999 für eine Episode der Fernsehserie Die Rettungsflieger vor der Kamera. Sie war seit ihrer Kindheit erfolgreich als Synchronsprecherin in Funk und Fernsehen tätig. In unzähligen Hörbüchern sprach sie die Hauptperson. In den Hörbüchern zu Hexe Lilli spricht sie die Titelheldin. Weitere Arbeiten waren unter anderen Hörbücher zu TKKG.
Frank arbeitet hauptberuflich bei der Lufthansa.

## Filmografie (Auswahl)

### Schauspiel
- 1990: Achso - Natur und Technik für Kinder (Regie: Monika Zinnenberg)
- 1992: Neues vom Süderhof (Fernsehserie, Episode 2x06)
- 1994–1995: Geheim – oder was?! (Fernsehserie, 5 Episoden, verschiedene Rollen)
- 1994–1995: Immenhof (Fernsehserie, 6 Episoden, verschiedene Rollen)
- 1995–1997 Neues vom Süderhof (Peggy Brendel)
- 1995: Großstadtrevier (Fernsehserie, Episode 6x12)
- 1993: Ein unvergeßliches Wochenende (Fernsehserie, Episode 1x10)
- 1996–1997: Neues vom Süderhof (Fernsehserie, 39 Episoden)
- 1998: Alphateam – Die Lebensretter im OP (Fernsehserie, Episode 2x22)
- 1999: Die Rettungsflieger (Fernsehserie, Episode 2x06)

### Synchronisationen
- 1991–1993: Käpt’n Blaubärs Seemannsgarn (Fernsehserie, 104 Episoden)